# Gevlekte grasslak
De gevlekte grasslak (Xerotricha conspurcata) is een slakkensoort uit de familie van de Hygromiidae. De wetenschappelijke naam van de soort werd voor het eerst geldig gepubliceerd in 1801 door Jacques Draparnaud.

## Kenmerken
Het ingedrukte, kegelvormige slakkenhuisje is 3 tot 5 mm hoog en 5 tot 8 mm breed, en in vergelijking (met andere grasslakken) weinig variabel. De draad is laag conisch, de onderkant is gebogen. De vijf tot zes windingen zijn licht geschouderd aan de omtrek en vormen een matig diepe hechtdraad. De schouders zijn boven de periferie. De ronde navel is smal; het is slechts ongeveer 1/7 tot 1/6 van de breedte van het huisje. De laatste winding daalt slechts licht naar de mond en pas net voor de mondrand. De mond is elliptisch, de mondrand is scherp en niet naar buiten gekeerd of slechts in geringe mate in het navelgebied. Er is ook geen lip aan de binnenkant van de mondrand.
Het ondoorzichtige huisje is bruinachtig, soms witachtig. De markeringen bestaan uit vage donkere banden of onregelmatige lichte vlekken die patronen vormen. Het oppervlak is enigszins onregelmatig maar duidelijk en dicht gestreept. Bij juvenielen is het schelpoppervlak bedekt met 0,2 tot 0,3 mm lang, fijn, licht gebogen haartjes. Bij de volwassen dieren zijn de haren bijna altijd afgevallen. Alleen de haarlittekens zijn nog zichtbaar. Het zachte lichaam is klein (vergeleken met de grootte van huisje) en licht roodachtig met een zwartbruine rug en kop. De tentakels zijn relatief kort.

### Vergelijkbare soorten
Het huisje van de gevlekte grasslak lijkt op die van Microxeromagna lowei.

## Geografische spreiding en leefgebied
De gevlekte grasslak komt overal in het Middellandse Zeegebied voor (met uitzondering van Cyprus, waar hij nog niet is waargenomen). Het oorspronkelijke verspreidingsgebied was waarschijnlijk beperkt tot het westelijke Middellandse Zeegebied en is in historische tijden getransporteerd naar het oostelijke Middellandse Zeegebied. In Duitsland is het gedocumenteerd vanaf een locatie in Baden-Württemberg (Weissach, Baden-Württemberg). Het komt ook, antropogeen geïntroduceerd, voor op de Kaapverdische Eilanden, de Canarische Eilanden en Madeira. Inmiddels zijn er ook kolonies in Californië in de San Francisco Bay area.
In tegenstelling tot de meeste andere grasslakken, geeft de gevlekte grasslak de voorkeur aan schaduwrijke, dichtbegroeide plaatsen onder stenen en omgevallen boomstammen, aan bomen en in spleten in muren. Ze kunnen behoorlijk talrijk zijn op geschikte locaties. De dieren camoufleren af en toe hun schelpen.